# 봉건제
봉건제(封建制)는 중세 유럽에서 형성된 지방 행정 제도이자 정치·사회 체제이다.
영주와 농노로 이루어진 장원(莊園)을 기초 단위로 하여 각 장원의 통치자인 영주(기사)는 쌍무적 계약을 통해 상위 영주(대영주)의 가신(家臣)이 되고 대영주 또한 더 상위의 영주로 이어져 궁극적으로 국왕 또는 황제와 쌍무적 계약 관계를 맺어 계층적인 가신 관계가 형성된 체제이다. 국왕을 포함한 모든 계층의 지배자들은 모두 장원을 다스리는 제후이며, 국왕 등의 제후는 소유하에 있는 다수의 장원을 대영주에게 분봉하여 다스리게 하거나, 한 단계 낮은 중간영주의 충성을 얻음으로써 광대한 영토를 유지하게 된다. 예를 들어 영국의 국왕은 영국이라는 나라를 구성하는 모든 대영주들의 수장이면서 동시에 국왕령에 속하는 영주들의 수장인 제후였으며, 또한 수도 런던을 포함한 국왕 직할령을 다스리는 영주였다. 이러한 누층적인 관계는 영주가 가지는 작위에서도 드러나는데, 영국의 국왕인 엘리자베스 2세의 공식 작위를 예시로 보면 영국 및 영연방 국가의 국왕 이외에도 노르망디 공작, 랭커스터 공작, 맨 섬의 영주, 에든버러 공작(女), 메리오네스 백작(女), 그리니치 남작(女) 등 다양한 작위가 있다.
이렇게 계층적인 관계는 휘하 영주 및 기사들의 봉건법 상의 충성을 유지하기 위한 방편이었다. 휘하 대영주를 실질적으로 통제하기 위해서는 대영주를 능가하는 직할령의 존재가 필요했다는 것이다. 프랑스 카페 왕조 초기의 상황이 대표적으로, 프랑스의 국왕으로 영주들에 의해 선출된 위그 카페는 일드프랑스 지역의 영주로 다른 대영주를 압도할 수 있는 권력이 부족하였고 사실상 일드프랑스와 오를레앙 지역만 다스릴 수 있었다. 반대로 영국 노르만 왕조는 정복을 통해 형성된 강력한 권력과 함께 본거지인 노르망디 지역의 힘을 바탕으로 대영주를 압도할 수 있었다.

## 개요
혈연에 기초한 종법 질서를 중심으로 통제력을 유지했던 중국의 봉건제와 달리 유럽의 봉건제는 혈연이 아닌 쌍무적 계약 관계로 통제력을 확보했다. 주군은 보호를 제공하고 가신은 충성을 제공한다는 상호간의 의무를 기초로 계약을 맺는 것으로 주군과 영주 사이의 관계가 이에 해당했다. 영주와 상위 영주 간에도 기본적으로는 같은 계약이지만 세부적으로 영주는 세금과 일정 기간의 군사적 봉사를 제공하고 상위 영주는 토지(봉토)를 제공하는 관계였다. 봉토의 소유권과 충성 계약은 세습되었으며, 혼인과 상속을 통해 이전될 수 있었다. 또한 쌍무적 계약이었으므로 의무가 지켜지는 한 영주의 거취는 자유로웠으며, 이를 통해 여러 명의 상위 영주를 섬기고 다수의 봉토를 받는, 혹은 혼인과 상속을 통해 다수의 봉토를 획득함으로써 여러 명의 상위 영주를 가지게 되는 경우가 많았다. 심지어 국왕조차도 이러한 혼인과 상속을 통해 직할령 혹은 직속 영주를 확대하는 정책을 취했다. 충성을 맹세한 상위 영주가 다수이다보니 군사적 봉사를 제공할 때 어느 영주를 우선으로 두는지에 대한 계약 관계가 따로 존재하기도 했다.
봉건 영주는 경제적 기초가 자급자족적이고 교통도 발달하지 못했기 때문에 많든 적든 독립 경향을 갖게 되지만, 큰 것은 형식상으로는 국왕의 가신이면서 스스로 많은 가신을 두고 사실상의 독립 국가를 이루었다. 이러한 봉건영주를 제후(諸侯)라고 한다. 제후는 오래된 많은 부족적인 통합체 위에 군림하는 수장적인 성격이 강하다. 왕권이 발달하지 못했을 경우에는, 일부 제후는 왕의 영토보다도 넓은 지역을 지배하고 있는 경우도 극히 드물지 않다. 많은 제후들이 강력한 힘을 가지게 되면 나라는 봉건적 분열상태로 빠지게 된다.

## 용어
고대 중국과 중세 유럽의 봉건제도는 일부 공통성이 있지만 서로 상이한 제도이나, 한자문화권에서는 유럽에서 시행되었던 feudalism을 중국의 봉건 제도로 번역하여 같은 용어로 사용하고 있다. 중앙 정부가 지방에 직접 행정관을 파견하여 통치하는 중앙집권적인 군현제와 달리 중앙 정부는 수도와 일부 요충지만 직접 통치하고 다른 지방에는 제후나 영주를 임명하여 다스리게 하는 제도이다. 그러나 봉건제는 그 당시 사용했던 개념이 아닌 나중에 졸속으로 만들어진 개념이라 실제와 달랐을 수 있다. 귀족들은 법적인 근거가 딱히 없어도 자신들을 귀족이라 강요했던 양반들처럼 혈통이나 주요한 귀족 가문들로부터의 인정 등 개인적인 역사에 의해 탄생한 경우도 많았다.
| 유럽의 봉건제                                 | 중국의 봉건제                                                              |
| --------------------------------------------- | -------------------------------------------------------------------------- |
| - 계약에 의한 주종 관계 - 계약 불이행 시 해약 | - 혈연에 의한 군신 관계 - 봉토 세습 - 제후는 주(周)나라 왕실을 종실로 숭배 |

이외에도 유럽 밖의 사회를 가리키는 맥락에서 봉건제라는 용어는 유사한 사회 구조를 가리키는 말로 확장되어 자주 쓰인다. 쇼군이 군림하던 중세 일본의 사회 구조가 대표적이고(종종 "준봉건제"라는 표현이 쓰임), 이외에 다소 차이가 있는 고대 중국, 고대 이집트, 파르티아 제국, 무굴 제국 시대까지의 인도 등을 가리키는 데에도 포괄적으로 봉건제라는 표현이 쓰여 왔다. 그러나 일부 역사학자들은 이것을 용어의 남용으로 보며 이것이 사회를 설명하는 유용한 개념이 아니라고 비판하였다.

## 중국의 봉건제
봉건제는 중국 주나라 때 시행된 것으로, 왕족과 공신들을 요충지의 제후로 봉하여 주나라 왕실을 지키는 번병(藩屛)으로 삼은 것에서 시작되었다. 주나라 왕족 및 공신으로 이루어진 50여 제후국들이 임명되어 중국 각지에 남아 있던 기존의 800여 제후들을 아우르도록 한 것이다. 주나라 이전부터 존재했던 800 제후에서 볼 수 있듯이 기존에도 봉건제도와 유사한 형태의 체제는 있었지만, 주나라 때 정치·사회 제도로서 로 정비되어 실시된 것으로 보는 것이 일반적이다.
봉(封)은 천자가 제후를 임명하고 토지를 하사하는 제도를 가리키는 한자어이다. 봉건제도는 토지를 하사(封)하여 나라를 세운다(建)는 의미이다. 이렇게 제후들에게 땅을 나눠주고 제후국을 삼는 것을 분봉(分封)이라 하며, 제후들에게 땅과 함께 작위를 내리는 것을 봉작(封爵)이라 하였다. 대부분의 제후는 주나라 왕족이 임명되었으며, 제후들은 다시 혈족을 중심으로 경대부(卿大夫)를 임명하고 채읍(采邑)을 나누어 줌으로써 계층적인 통치 체제가 나타났다. 주나라의 봉건제도는 혈연을 바탕으로한 종법(宗法) 질서를 통해 중앙 정부의 통제력을 유지하였다. 그러므로 종묘와 사직에 제사를 올리고 종법 질서를 확인하는 일이 크게 중시되었으며, 제후들에게는 제사에 참여하고 제사에 쓸 공물을 공급하는 책무가 부여되었다.
그러나 시간이 지나면서 제후들의 세력이 점차 강화되고 여러 세대가 흘러 제후와 주나라 왕실간의 혈연 관계도 약화되면서 종법 질서를 중심으로 한 통제 체제가 약화되기 시작하였다. 그리고 주나라 왕실이 이민족의 침략으로 수도를 상실하고 낙읍(洛邑)으로 옮겨오면서 실질적인 국력 우위마저 사라지게 되자 중앙 정부의 통제력이 완전히 소멸되고 혼란기가 찾아왔다. 이 혼란기를 춘추 전국 시대라고 하며, 전반기인 춘추 시대에는 주나라 왕실의 권위를 존중하여 제후들이 패자를 중심으로 왕실을 보호하는 양상이었으나 후반기인 전국 시대가 되면 제후들이 모두 왕을 자칭하고 주나라 왕실과 동등한 독립국으로 행세하기에 이르렀다. 이로써 주나라의 제도로서의 봉건제도는 완전히 소멸되었다.
한나라 이후 중국의 여러 왕조에서 황족들을 제후왕으로 책봉하는 봉건 전통은 형식적으로 부활하여 유지되었으나, 실질적인 제도는 주나라의 봉건제도와 달랐다. 분봉된 제후왕들은 실권을 가지지 못했으며, 제후왕들의 영지를 포함한 모든 지역은 황제가 임명한 행정관이 일정한 임기 동안 다스리는 군현제로 통치되었다. 제후왕들의 제후국은 이름만 국(國)이고 행정관의 직명만 달랐을 뿐 실질적으로 군(郡)과 차이가 없었다.

## 일본의 봉건제
일본 에도 시대에 존재한 다이묘와 이들이 다스렸던 번 등의 제도를 봉건 제도라 불렀다. 이는 당대 일본 유학자들이 자국의 정치·사회 상황이 중국의 봉건 제도와 유사했다고 보고 같은 호칭으로 불렀던 것이다. 당시 일본의 봉건 제도는 유럽과 유사한 형태였다고 평가된다.

## 같이 보기
- 국왕